# Лас Каноас (Сан Хосе Итурбиде)
Лас Каноас (шп. Las Canoas) насеље је у Мексику у савезној држави Гванахуато у општини Сан Хосе Итурбиде. Насеље се налази на надморској висини од 2100 м.

## Становништво
Према подацима из 2010. године у насељу је живело 12 становника.

### Хронологија
| Година       | 2000 | 2005         | 2010 |
| ------------ | ---- | ------------ | ---- |
| Становништво | 13   | 25 (10 / 15) | 12   |

### Попис
| # | Индикатор                     | Вредност |
| - | ----------------------------- | -------- |
| 1 | Укупно домаћинстава           | 4        |
| 2 | Укупно насељених домаћинстава | 2        |
| 3 | Величина локације             | 1        |